# Johan Palmstruch
Johan Palmstruch (13 de junho de 1611 - 8 de março de 1671) foi um empresário, financista e inovador financeiro holandês nascido na Letônia. Muitas vezes é creditado a ele a introdução do papel-moeda na Europa.